# Милаково
Милаково (пољ. Miłakowo) град је у Пољској у Војводству варминско-мазурском. По подацима из 2012. године број становника у месту је био 2675.

## Становништво
| 2012. |
| ----- |
| 2.675 |